# Fjukande skyer
Fjukande skyer (Voortjagende wolken) is een lied gecomponeerd door Otto Winter-Hjelm. Winter-Hjelm zette muziek onder een tekst van Kristofer Janson. Het gedicht kende in de 19e eeuw een grote populariteit. Het was opgenomen in het 'Læaesebog i det norske folkesprog for hæyere skoler', samengesteld door Arne Garborg en Ivar Mortenson uit 1885.
De eerste bekende uitvoering vond plaats op 20 november 1870 tijdens de festiviteit rond het 25-jarig bestaan van Den norske Studentersangforening. Later kreeg het nog uitvoeringen in op 3 augustus 1889 tijdens een concert in Le Havre onder aanvoering van Agathe Backer-Grøndahl. Haar man Olaus Andreas Grøndahl leidde toen datzelfde koor op tournee in Frankrijk, het werd een financiële flop.
De tekst:
- Fjukande skyer, det er mitt liv,
- skodda og tyngsla paa dyrri eg hiv;
- sopast skal tilet, til reint det verd rudt,
- friskt skal det vera, vm enn det verd stutt.

- Ikkje det duger aa krjupa i kråa,
- fram med di brynja ! set staalhuva paa !
- tak so i handi eit sverd, som er kvast,
- stått so paa fotom, men stått berre fast!

- Ver ikkje rædd, det skal verda for stilt,
- verdi er folksam paa rangt og paa ilt,
- maten er mannen, og faavit er vit",
- lygn gjeng fyr sanning, og svart gjeng fyr kvitt

- Fram daa lik stormen og ver ikkje veik,
- syng berr' ein salme i villaste leik!
- Hatet det flyg kringum øyro som brand,
- jordi er sleip, ho ; men stått som ein mann!

- Fram daa lik stormen, lik fjukande sky!
- stuper du — no, det er betre en fly;
- Dyrt er do blodet; vm jordi det saug,
- finst det vel dei, som karm reisa deg haug.

- Fjukande skyer, det er mitt liv,
- skodda og tyngsla paa dyrri eg hiv ;
- sopast skal tilet, til reint det verd rudt,
- friskt skal det vera, vm enn det verd stutt.

Edvard Grieg nam de melodie in een versie voor piano solo later op in zijn Noorse melodieën onder nummer 104.